# Doctrina Stimson
Doctrina Stimson este o politică a guvernului federal al Statelor Unite enunțată într-o notă de pe 7 ianuarie 1932 trimisă Japoniei și Chinei cu privire la nerecunoașterea modificărilor teritoriale obținute prin forța armelor. 
Doctrina poartă numele lui Henry L. Stimson, Secretar de Stat al Statelor Unite ale Americii al administrației Hoover (1929–1933) și a fost emisă după ocuparea de către Japonia a regiunii nord-estice a Chinei – Manciuria – ca urmare a incidentului de la Mukden (azi Shenyang), de pe 18 septembrie 1931.
Principiile acestei doctrine au fost invocate de Subsecretarul de Stat SUA Sumner Welles în declarația sa din 23 iulie 1940 cu privire la nerecunoașterea politicii de anexare (și mai târziu de incorporare) de către Uniunea Sovietică a statelor baltice – Estonia, Letonia și Lituania. Acese principii au fost aplicate în relațiile SUA-URSS până la restaurarea de facto a independenței celor trei state baltice în august 1991.
Ocuparea Manciuriei de către Japonia în 1931 l-a pus pe Secretarul de Stat Henry L. Stimson într-o poziție dificilă. Era evident că spiritul pactului Kellogg-Briand nu avea niciun impact asupra Chinei sau Japoniei, iar Stimson era limitat în acțiunile sale de indicațile clare ale președintelui Hoover care nu era de acord că aplicarea sancțiunilor economice ar putea aduce pacea în Orientul Îndepărtat. 
Pe 7 ianuari e 1932, Stimson a trimis note diplomatice identice guvernelor japonez și chinez. Această notă sublinia că SUA nu va recunoaște nicio schimbare teritorială în China care ar reduce drepturile americane în regiune. De asemenea, SUA menționa că dorește să se mențină în regiune „politica porților deschise”. Japonezii nu au fost descurajați de „nerecunoașterea” americană a ocupării Manciuriei și au continuat agresiunea în China, convinși că americanii nu vor acțiuna mai dur din cauza marilor probleme economice din țară. 
La începutul anului 1932, mai multe ziare americane au criticat lipsa de fermitate a notei diplomatice americane în problema manciuriană, dar numeroși cetățeni de rând au considerat că tonul neamenințător al lui Stimson a fost cel potrivit. Este posibil ca în ciuda unor simpatii prochineze ale americanilor, aceștia nu doreau să provoace Japonia sau să se implice într-un conflict militar. Pierderile mari de vieți omenești de pe fronturile primului război mondial erau încă proaspete în memoria americanilor. 